# Chu trình chuyển sulfide hóa

Chu trình chuyển sulfide hóa là một chu trình trao đổi chất bao hàm sự hoán chuyển giữa cysteine và homocysteine thông qua chất trung gian là cystathionine. Ở sinh vật nhân chuẩn như người, chu trình này đóng vai trò then chốt trong việc tổng hợp cysteine từ một amino acid thiết yếu là methionine. Methionine được chuyển đổi sang homocysteine bằng phản ứng demethylate hóa (bỏ gốc methyl), sau đó homocysteine được chuyển sang cysteine bằng chu trình chuyển sulfide hóa. Vì vậy, trong khi methionine mặc nhiên được coi là amino acid thiết yếu, thì cysteine sẽ trở thành một amino acid thiết yếu trong những bệnh nhân có chu trình này không hoạt động.
Trong những cơ thể mà lượng cysteine tổng hợp trong sự tích tụ lưu huỳnh như vi khuẩn và nấm men, chu trình chuyển sulfide hóa hoạt động theo chiều ngược lại: biến đổi cysteine ngược lại thành homocysteine rồi thành methionine; quá trình methylate hóa homocysteine thành methionie được xúc tác bởi enzyme methionine synthase.